# Chicago Soldiers
I Chicago Soldiers furono una franchigia di pallacanestro della ABA 2000, con sede a Palos Hills, Illinois.
Creati nell'autunno del 2004 disputarono appena 3 partite della stagione 2004-05 prima di dichiarare bancarotta.

## Stagioni
| Stagione | Lega     | Denominazione    | V | P | %    | Piazzamento | Play-off |
| -------- | -------- | ---------------- | - | - | ---- | ----------- | -------- |
| 2004-05  | ABA 2000 | Chicago Soldiers | 1 | 2 | 33,3 | 11º         | -        |